# Duits voetbalkampioenschap 1948/49
Het seizoen 1948/49 was het 40e seizoen om het Duitse voetbalkampioenschap ingericht door de DFB.
Tien clubs mochten deelnemen aan de eindronde om het Duitse voetbalkampioenschap. Na twee kwalificatieronden om één kwartfinale plaats ving op 12 juni 1949 de kwartfinale aan en de finale werd op 10 juli 1949 in Stuttgart gespeeld.

## Eindronde

### Eerste kwalificatieronde
De wedstrijd werd gespeeld op 29 mei 1949.
| winnaar      | uitslag | verliezer       |
| ------------ | ------- | --------------- |
| FC St. Pauli | 4-1     | Rot-Weiss Essen |

### Tweede kwalificatieronde
De wedstrijden werden gespeeld op 5 en 6 juni 1949.
| winnaar      | uitslag           | verliezer      |
| ------------ | ----------------- | -------------- |
| FC St. Pauli | 1-1 nv 2-0 replay | Bayern München |

### Kwartfinale
De wedstrijden werden gespeeld op 12 juni en 19 juni (replaywedstrijden) 1949.
| winnaar              | uitslag           | verliezer      |
| -------------------- | ----------------- | -------------- |
| VfR Mannheim         | 5-0               | Hamburger SV   |
| Borussia Dortmund    | 5-0               | Berliner SV 92 |
| Kickers Offenbach    | 2-2 nv 2-0 replay | Wormatia Worms |
| 1. FC Kaiserslautern | 1-1 nv 4-1 replay | FC St. Pauli   |

### Halve finale
De wedstrijden werden gespeeld op 26 juni en 3 juli (replaywedstrijd) 1949.
| winnaar           | uitslag           | verliezer            |
| ----------------- | ----------------- | -------------------- |
| VfR Mannheim      | 2-1               | Kickers Offenbach    |
| Borussia Dortmund | 0-0 nv 4-1 replay | 1. FC Kaiserslautern |

### Finale
|              |                                       |              |                         |                                                                           |
| 10 juli 1949 | VfR Mannheim                          | 3 – 2 (n.v.) | Borussia Dortmund       | Neckarstadion, Stuttgart Toeschouwers: 92.000 Scheidsrechter: Egon Zacher |
| 10 juli 1949 | Ernst Löttke 74', 108' Ernst Langlotz |              | 5', 82' Herbert Erdmann | Neckarstadion, Stuttgart Toeschouwers: 92.000 Scheidsrechter: Egon Zacher |

VfR Mannheim werd voor de eerste keer Duits landskampioen.